# Čižatice
Čižatice é um município da Eslováquia, situado no distrito de Košice-okolie, na região de Košice. Tem 7,67 km² de área e sua população em 2018 foi estimada em 411 habitantes.

## Demografia
| Ano:        | 1994 | 2004   | 2014   | 2024   |
| ----------- | ---- | ------ | ------ | ------ |
| Broj ljudi: | 362  | 364    | 385    | 409    |
| Razlika:    |      | +0,55% | +5,76% | +6,23% |

| Ano:               | 2023 | 2024   |
| ------------------ | ---- | ------ |
| Número de pessoas: | 403  | 409    |
| Diferença:         |      | +1,48% |